# Gregg Rolie
Gregg Alan Rolie, ameriški pevec, klaviaturist in organist, * 17. junij 1947, Seattle, Washington, Združene države Amerike. 
Gregg Rolie je ameriški pevec, klaviaturist in organist. Bil je glavni vokalist in soustanovitelj zasedb Santana, Journey in Abraxas Pool. Sodeloval je tudi s skupino The Storm, trenutno pa nastopa s svojo skupino Gregg Rolie Band. Leta 1998 je bil Rolie kot član Santane sprejet v Rock and Roll dvorano slavnih.

## Kariera
Med šolanjem na srednji šoli Cubberley High School je Rolie igral v skupini »William Penn and his Pals«. Leto po diplomi, leta 1965 se je Rolie pridružil Carlosu Santani in ostalim, s katerimi je ustanovil zasedbo »Santana Blues Band«, ki se je kasneje preimenovala v »Santana«. Kot ustanovni član skupine je bil Rolie del prvega vala uspeha skupine, med drugim je s skupino nastopil na festivalu Woodstock leta 1969 in bil eden izmed ključnih članov pri snemanju nekaterih hit albumov skupine. Najbolj je znan kot originalni glavni vokalist skupine Santana. Njegov vokal se je pojavil v skladbah »Black Magic Woman«, »Oye Como Va«, »No One To Depend On« in »Evil Ways«. Postal je znan tudi po obvladanju Hammond B3 orgel. Zaradi nesoglasij o glasbeni usmeritvi skupine, med njim in Carlosom Santano, je Rolie leta 1971 zapustil skupino.
Leta 1973 se je Rolie pridružil novi skupini, kjer je igral tudi nekdanji kitarist skupine Santana, Neal Schon. Skupina je kasneje postala »Journey«. Kot klaviaturist je Rolie z zasedbo, ki so jo sestavljali še Schon, Aynsley Dunbar, George Tickner in Ross Valory, posnel prvih šest albumov. Rolie je bil glavni vokalist na albumih Journey in Look into the Future, na albumu Next pa si je glavne vokale delil s kitaristom Schonom. Ko se je leta 1977 skupini pridružil Steve Perry je Rolie prispeval glavne vokale pri nekaj skladbah na albumih Infinity, Evolution in Departure.
Po razhodu s skupino Journey leta 1980 je Rolie izdal nekaj solo albumov, vključno z najbolj znanim Gregg Rolie leta 1985. Na albumu se nahaja skladba »I Wanna Go Back«, ki je kasneje postala hit Eddieja Moneyja, pri snemanju skladbe pa so sodelovali Carlos Santana, Peter Wolf, Neal Schon in Craig Chaquico. Roliejev drugi solo album Gringo je izšel leta 1987.
Leta 1991 je Rolie skupaj s Stevom Smithom in Rossom Valoryjem (iz skupine Journey) ustanovil skupino The Storm. Tudi v tej skupini je bil Rolie klaviaturist in glavni vokalist na nekaj skladbah prvega albuma skupine The Storm, s katerega je izšel Top 10 singl »I've Got A Lot To Learn About Love«. Kljub uspehu je bil njihov drugi album Eye of the Storm, ki je bil posnet leta 1993, umaknjen, ker je industrija favorizirala rap. Album je leta 1995 le izšel v omejeni izdaji. Leta 1998 so se Rolie in nekdanji člani skupine Santana združili pod imenom »Abraxas Pool«, leto kasneje pa so izdali istoimenski album.
Schon je kasneje istega leta zapustil skupino in ponovno formiral skupino Journey, Rolie in Ron Wikson pa sta leta 1999 začela snovati naslednji Roliejev album Roots, ki je vodil k ustanovitvi zasedbe Gregg Rolie Band. Poleg Rolieja in Wiksa, so pri snemanju albuma sodelovali tudi Neal Schon, Alphonso Johnson, Dave Amato, Adrian Areas in Michael Carabello. V skupino sta nato prišla še kitarist Kurt Griffey in klaviaturist Wally Minko. Skupina je posnela album v živo Rain Dance, ki je izšel leta 2009.
Leta 2010 je Rolie izdal album Five Days in ustanovil duo z Alanom Haynesom, kar je vodilo do ustanovitve zasedbe Gregg Rolie Quartet, kjer sta še sodelovala bobnar Ron Wikso in basist Evan Lopez.
Med letoma 2012 in 2014 je Rolie sodeloval s skupino Ringo Starr & His All-Starr Band, s katero je izvajal hite skupine Santana »Black Magic Woman«, »Evil Ways« in »Everybody's Everything«. V zasedbi so poleg Rolieja še sodelovali kitarist skupine Toto, Steve Lukather, Todd Rundgren, Richard Page, Mark Rivera in Gregg Bissonette. 2. februarja 2013 je Carlos Santana potrdil vest, da namerava ponovno združiti klasično zasedbo skupine Santana, večina katere je igrala na Woodstocku leta 1969. Glede Rolieja je Santana povedal: »Prepričan sem, da bo Gregg sodeloval«. Leta 2012 je Rolie o takšni ponovni združitvi za Radio.com povedal: »Gre samo za sestavo zasedbe in izvedbo. Jaz sem za. Mislim, da je to odlična ideja. Ljudem bo všeč. Odlično bo!«

## Filantropija
Rolie je zagovornik glasbenega poučevanja otrok. Leta 2005 je postal uradni podpornik organizacije Little Kids Rock, ki zagotavlja brezplačne instrumente in glasbeni pouk otrokom v ZDA. Rolie je član častnega vrhovnega odbora organizacije.

## Diskografija

### Solo
(tudi kot Gregg Rolie Band)
- Gregg Rolie (1985)
- Gringo (1987)
- Rough Tracks (1997)
- Roots (2001)
- Rain Dance (2007)
- Five Days EP (2011)

### Santana
- Santana (1969)
- Abraxas (1970)
- Santana III (1971)
- Caravanserai (1972)
- Shangó (1982)
- Freedom (1987)
- Santana IV (2016)

### Journey
- Journey (1975)
- Look into the Future (1976)
- Next (1977)
- Infinity (1978)
- Evolution (1979)
- Departure (1980)
- Dream, After Dream (1980)
- Captured (1981)

### The Storm
- The Storm (1991)
- Eye of the Storm (1995)

### Abraxas Pool
- Abraxas Pool (1997)